# Universidade de Itaúna
Universidade de Itaúna (UIT) é uma universidade privada sediada em Itaúna, Minas Gerais. Fundada em 1965, possui diversos cursos de graduação tecnológica, graduação, pós-graduação e mestrado. É mantida pela Fundação Universidade de Itaúna, entidade comunitária de direito privado.
Através da Fundação Universidade de Itaúna, a mesma faz parte da diretoria do Hospital Casa de Caridade Manoel Gonçalves, utilizado como um dos hospitais escola das faculdades de Medicina, Enfermagem, Farmácia, Fisioterapia, dentre outras .

## História
A Universidade de Itaúna foi fundada em 26 de novembro de 1965, por força da Lei Estadual nº 3.596/65. Depois em meados dos anos 2000 foi usurpada da cidade para um bem privado sem fins lucrativos,  mas que da muito lucro e já não tem função social.

## Missão, visão e valores[3]
Missão
A Universidade de Itaúna, visando ao seu compromisso com os interesses sociais e ao cumprimento integral das suas finalidades estatutárias, assume como missão gerar e difundir conhecimentos científicos, tecnológicos e culturais, incentivando a permanente formação de indivíduos críticos e éticos, dotados de sólida base científica e humanística e comprometidos com a sociedade.
Visão
Consolidar-se como Instituição de educação superior nacional e internacionalmente reconhecida, como centro de excelência na produção e transmissão de conhecimentos e na prestação de serviços à comunidade.
Valores
Para cumprir sua missão e finalidades, as ações da Universidade de Itaúna são orientadas por princípios que caracterizam sua crença sobre as necessidades do ser humano, destacando-se os seguintes valores:
- O critério preventivo;
- O ambiente educativo;
- As forças interiores; e
- A relação pessoal.

O critério preventivo procura encaminhar as possibilidades para experiências positivas de forma a prevenir as experiências deformantes, ajudando a viver em plenitude as aspirações, os dinamismos e impulsos.
O ambiente educativo deve ser acolhedor, no qual os educandos possam  encontrar uma convivência alegre e produtiva. Os relacionamentos devem ser marcados pela confiança, pelo trabalho e pelo cumprimento do dever. As expressões livres e múltiplas do protagonismo devem acontecer com tranquilidade.
As forças interiores, previstas como estratégia educativa, preveem que a razão  e o amor educativo sejam os seus sustentáculos. É importante o sentido do bom senso, da flexibilidade e da persuasão inerentes a cada ser humano.
A relação pessoal se baseia na valorização e respeito constantes do patrimônio individual e da acolhida incondicional do educando. Procura sempre o diálogo, incansavelmente, e demonstra sua confiança no ser humano, assim como a oferta personalizada de propostas educativas.
Pode-se afirmar, portanto, que a Universidade de Itaúna  tem como valor maior a busca da eficiência e da qualidade por intermédio de conteúdos significativos. Nesse processo, oferece instrução e privilegia o educando, nele despertando o senso analítico-crítico dos fenômenos culturais. Interage educativamente e procura superar didáticas repetitivas, orientando para um projeto de vida com visão humanística  e atualização permanente.

## Cursos
- Administração
- Arquitetura e Urbanismo
- Ciências Biológicas
- Ciências Contábeis
- Ciências da Computação
- Direito (Manhã e Noite)
- Educação Física
- Enfermagem
- Engenharia Civil
- Engenharia de Produção
- Engenharia Eletrônica
- Engenharia Mecânica
- Farmácia
- Fisioterapia
- Gestão Comercial
- Letras
- Medicina (Integral)
- Nutrição
- Odontologia
- Pedagogia
- Química
- Oferece cursos de Licenciatura, Bacharelado, Pós-graduação "lato sensu", em nível de especialização e "stricto sensu", em nível de Mestrado em várias áreas.[4]

## Prédios do Campus Verde

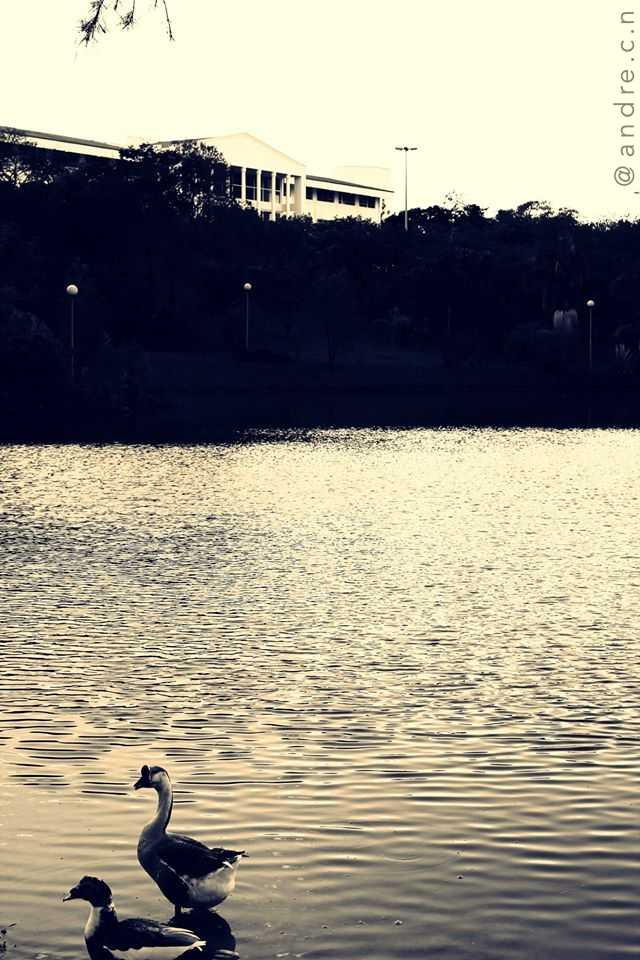
Prédio Branco
- Medicina
- Farmácia
- Fisioterapia
- Ciências Biológicas

Prédio Verde
- Gestão Comercial
- Enfermagem
- Administração
- Arquitetura e urbanismo
- Ciências contábeis
- Nutrição
- Pedagogia

Prédio Laranja
- Engenharia Civil
- Engenharia de Produção
- Engenharia Eletrônica
- Engenharia Mecânica
- Ciências da Computação

Prédio Azul
- Direito

Prédio de Odontologia
- Odontologia (Manhã)
- Educação Física (Noite)

## Estrutura física
Além das centrais de ensino, a Universidade de Itaúna conta com outros ambientes para aprimorar o ensino, extensão e pesquisa. Possuem a finalidade de auxiliar o aluno à aprimorar sua capacidade de resolver problemas complexos, multifacetados, como os enfrentados nos diversos setores profissionais, em cujo amplo campo de interesses a busca da interdisciplinaridade e o trabalho em equipe têm que ser reafirmados. Esses ambientes experimentação prática dos conceitos estudados, buscando uma visão crítica que conjugue a produção do conhecimento necessário a uma atuação profissional criativa e sincronizada com a nossa realidade sociocultural e econômica e, ainda, com o desenvolvimento vertiginoso da tecnologia. A Universidade de Itaúna fazendo vultosos e constantes investimentos em sua infraestrutura de laboratórios, mantendo-a sempre atualizada e disponibilizando aos alunos conhecimentos práticos indispensáveis a uma boa formação profissional .
- Biblioteca Central: localizada ao Prédio da Reitoria, conta com extensa coleção de títulos para consulta interna e empréstimo (estimada em 150 mil exemplares), acervo de periódicos, mídias digitais e eletrônicas, além de sala de computadores, sala de estudos individuais, sala de estudos conjuntos. Outras salas são a pós-graduação, impressão e processamento de dados. Área da Biblioteca Central de 1.994,14 m²[6] ;
  - Biblioteca Setorial do Campus Avançado de Almenara
  - Biblioteca Setorial do Campus Avançado de Lagoa da Prata
- Grande Teatro da Universidade de Itaúna: auditório com capacidade para 750 pessoas, utilizado para Congressos, Simpósios e Palestras;
- Auditórios anexos: com cerca de 250 lugares, dois estão localizados no Prédio Verde e um no Prédio de Direito;
- Núcleo de Pesquisa e Pós-Graduação
- Observatório Astronômico: localizado em edifício anexo ao Prédio Laranja;
- Complexo Esportivo da Universidade de Itaúna: complexo anexo, contando com quadras cobertas, campos para futebol e atletismo, piscinas e locais para outras atividades [7];
- Restaurantes: em construções anexas ao Prédio Branco, Prédio Verde, Prédio Laranja, Prédio da Reitoria e Prédio de Direito;
- Estrutura de Informática[8]
- Parque de Exposições
- Biotério

| Central de Ensino I | Área m2  | Área de Conhecimento                                                                                                  |
| Laboratório Multidisciplinar | 107,02   | Ciências Físicas, Biológicas e da Saúde                                                                               |
| Laboratório de Prótese | 102,11   | Ciências Físicas, Biológicas e da Saúde                                                                               |
| Laboratório de Esterilização | 79,23    | Ciências Físicas, Biológicas e da Saúde                                                                               |
| Laboratório de Interpretação Radiográfica | 48,13    | Ciências Físicas, Biológicas e da Saúde                                                                               |
| Laboratório de Dentística | 151,25   | Ciências Físicas, Biológicas e da Saúde                                                                               |
| Laboratório de Radiologia | 76,45    | Ciências Físicas, Biológicas e da Saúde                                                                               |
| Laboratório de Clínica I | 262,60   | Ciências Físicas, Biológicas e da Saúde                                                                               |
| Laboratório de Clínica II | 262,60   | Ciências Físicas, Biológicas e da Saúde                                                                               |
| Laboratório de Clínica III | 262,60   | Ciências Físicas, Biológicas e da Saúde                                                                               |
| Laboratório de Clínica IV | 266,26   | Ciências Físicas, Biológicas e da Saúde                                                                               |
| Núcleo de Pós-Graduação | Área m2  | Área de Conhecimento                                                                                                  |
| Laboratórios Multidisciplinar | 203,00   | Ciências Físicas, Biológicas e da Saúde                                                                               |
| Laboratórios de Clínica V e VI | 216,72   | Ciências Físicas, Biológicas e da Saúde                                                                               |
| Central de Ensino II | Área m2  | Área de Conhecimento                                                                                                  |
| Laboratório de Informática | 69,72    | Ciências Humanas e Sociais Aplicadas                                                                                  |
| Laboratório de Simulações Empresariais | 97,52    | Ciências Humanas e Sociais Aplicadas                                                                                  |
| Central de Ensino III e Anexos | Área m2  | Área de Conhecimento                                                                                                  |
| Laboratório de Informática I | 71,28    | Ciências Exatas, da Terra e Tecnológicas                                                                              |
| Laboratório de Informática II | 63,35    | Ciências Exatas, da Terra e Tecnológicas                                                                              |
| Laboratório de Informática III | 66,24    | Ciências Exatas, da Terra e Tecnológicas                                                                              |
| Laboratório de Informática IV | 53,08    | Ciências Exatas, da Terra e Tecnológicas                                                                              |
| Laboratório de Informática V | 53,82    | Ciências Exatas, da Terra e Tecnológicas                                                                              |
| Laboratório Astronômico | 60,35    | Ciências Exatas, da Terra e Tecnológicas                                                                              |
| Laboratório de Controle e Automação | 43,06    | Ciências Exatas, da Terra e Tecnológicas                                                                              |
| Laboratório de Máquinas Térmicas | 53,04    | Ciências Exatas, da Terra e Tecnológicas                                                                              |
| Laboratório de Sistemas Digitais e Comunicações | 53,04    | Ciências Exatas, da Terra e Tecnológicas                                                                              |
| Laboratório de Redes, Hardware e Robótica | 56,92    | Ciências Exatas, da Terra e Tecnológicas                                                                              |
| Laboratório de Eletroeletrônica | 48,36    | Ciências Exatas, da Terra e Tecnológicas                                                                              |
| Laboratório de Hidráulica e Pneumática | 48,36    | Ciências Exatas, da Terra e Tecnológicas                                                                              |
| Laboratório de Física A | 48,98    | Ciências Exatas, da Terra e Tecnológicas                                                                              |
| Laboratório de Física B | 49,38    | Ciências Exatas, da Terra e Tecnológicas                                                                              |
| Laboratório de Química | 62,41    | Ciências Físicas, Biológicas e da Saúde Ciências Humanas e Sociais Aplicadas Ciências Exatas, da Terra e Tecnológicas |
| Laboratório de Eletrotécnica | 56,94    | Ciências Exatas, da Terra e Tecnológicas                                                                              |
| Laboratório de Energias Renováveis | 91,64    | Ciências Físicas, Biológicas e da Saúde Ciências Humanas e Sociais Aplicadas Ciências Exatas, da Terra e Tecnológicas |
| Laboratório de Máquinas de Fluxo | 47,91    | Ciências Exatas, da Terra e Tecnológicas                                                                              |
| Laboratório de Soldagem e Ensaios não Destrutivos | 32,89    | Ciências Exatas, da Terra e Tecnológicas                                                                              |
| Laboratório Metalográfico e Metrológico: - Metalografia e Metrologia - Ensaios Destrutivos - Microscopia - Cortes por Abrasão - Tecnologia Mecânica   | 108,93   | Ciências Exatas, da Terra e Tecnológicas                                                                              |
| Laboratório de Tecnologia Mecânica I e II | 200,00   | Ciências Exatas, da Terra e Tecnológicas                                                                              |
| Laboratório de Conforto Ambiental | 19,84    | Ciências Exatas, da Terra e Tecnológicas                                                                              |
| Laboratório de Pesquisas | 42,78    | Ciências Exatas, da Terra e Tecnológicas                                                                              |
| Central de Ensino IV | Área m2  | Área de Conhecimento                                                                                                  |
| Laboratório de Técnicas Dietéticas | 215,40   | Ciências Físicas, Biológicas e da Saúde                                                                               |
| Laboratório de Botânica e Zoologia | 352,86   | Ciências Físicas, Biológicas e da Saúde                                                                               |
| Laboratório de Línguas | 47,36    | Ciências Humanas, Sociais Aplicadas e Linguistica                                                                     |
| Laboratório de Informática | 73,99    | Ciências Físicas, Biológicas e da Saúde                                                                               |
| Laboratório I | 247,84   | Ciências Físicas, Biológicas e da Saúde                                                                               |
| Laboratórios II e III | 249,90   | Ciências Físicas, Biológicas e da Saúde                                                                               |
| Laboratório IV | 239,24   | Ciências Físicas, Biológicas e da Saúde Ciências Humanas e Sociais Aplicadas                                          |
| Laboratório V | 214,28   | Ciências Físicas, Biológicas e da Saúde Ciências Humanas e Sociais Aplicadas                                          |
| Laboratório VI | 223,07   | Ciências Físicas, Biológicas e da Saúde                                                                               |
| Laboratório VII | 225,78   | Ciências Físicas, Biológicas e da Saúde                                                                               |
| Laboratório VIII | 79,44    | Ciências Físicas, Biológicas e da Saúde                                                                               |
| Laboratório IX | 55,54    | Ciências Físicas, Biológicas e da Saúde                                                                               |
| Central de Ensino V | Área m2  | Área de Conhecimento                                                                                                  |
| Laboratório de Informática | 78,32    | Ciências Físicas, Biológicas e da Saúde Ciências Humanas e Sociais Aplicadas                                          |
| Laboratório de Materiais e Ensaios de Concreto | 38,40    | Ciências Humanas e Sociais Aplicadas                                                                                  |
| Laboratório de Maquetes | 86,33    | Ciências Humanas e Sociais Aplicadas                                                                                  |
| Laboratório de Ciências da Enfermagem | 160,10   | Ciências Físicas, Biológicas e da Saúde                                                                               |
| Laboratório de Avaliação Nutricional | 160,86   | Ciências Físicas, Biológicas e da Saúde                                                                               |
| Complexo Esportivo | Área m2  | Área de Conhecimento                                                                                                  |
| Laboratórios de Educa Física: - Avaliações e Fisiologia - Artes Marciais e Ginástica - Ritmos e Danças - Musculação e Biomecânica - Recreação e Lazer | 1.059,94 | Ciências Físicas, Biológicas e da Saúde                                                                               |
| Clínicas Integradas de Fisioterapia | Área m2  | Área de Conhecimento                                                                                                  |
| Ambulatório Cardiorrespiratório | 97,40    | Ciências Físicas, Biológicas e da Saúde                                                                               |
| Ambulatório de Neurologia Adulto / Infantil | 83,73    | Ciências Físicas, Biológicas e da Saúde                                                                               |
| Ambulatório de Ortopedia,Traumato-logia e Reumatologia                                                                                                | 123,05   | Ciências Físicas, Biológicas e da Saúde                                                                               |
| Ambulatório de Hidroterapia | 82,30    | Ciências Físicas, Biológicas e da Saúde                                                                               |
| Ambulatório de Saúde Coletiva | 87,54    | Ciências Físicas, Biológicas e da Saúde                                                                               |
| Núcleo de Práticas Jurídicas | Área m2  | Área de Conhecimento                                                                                                  |
| Laboratório de Práticas Jurídicas | 108,04   | Ciências Humanas e Sociais Aplicadas                                                                                  |
| Fundação Frederico Ozanan de Itaúna (Asilo) | Área m2  | Área de Conhecimento                                                                                                  |
| Laboratório de Práticas Avaliativas e Terapêuticas em Idosos                                                                                          | 4.800    | Ciências Físicas, Biológicas e da Saúde                                                                               |
| Hospital Manoel Gonçalves de Sousa Moreira | Área m2  | Área de Conhecimento                                                                                                  |
| Laboratório de Práticas Avaliativas e Terapêuticas | 7.900    | Ciências Físicas, Biológicas e da Saúde                                                                               |
| Policlínica Dr. Ovídio Nogueira Machado | Área m2  | Área de Conhecimento                                                                                                  |
| Laboratório de Práticas Avaliativas e Terapêuticas | 1.330    | Ciências Físicas, Biológicas e da Saúde                                                                               |

Outros laboratórios:
- Laboratório de Técnicas Cirúrgicas e Cirurgia Experimental: equipado como centro cirúrgico, com possibilidade para realizar ampla variedade de procedimentos, inclusive videocirurgia;
- Laboratório de Simulações: laboratórios equipados com manequins de simulação computadorizados para treinamento de clínica médica, pediatria, ginecologia, obstetrícia e cirurgia, contando com equipamentos modernos de última geração.

Instituições conveniadas para atividades práticas e internato em Medicina:
- Hospital Manoel Gonçalves de Souza Moreira[1];
- Hospital/Complexo de Saúde São João de Deus [11];
- Policlínica Dr. Ovídio Nogueira Machado;
- Fundação Frederico Ozanan de Itaúna;
- Unidades Básicas de Saúde do Município de Itaúna;
- Unidades Básicas de Saúde de municípios de Minas Gerais (em sua maioria do centro-oeste) [12];
- UPA 24 horas Padre Roberto Cordeiro Martins [12];
- Serviço de Atendimento Móvel de Urgência do Centro Oeste Mineiro [12];
- Grupo Santa Casa de Belo Horizonte: maior complexo hospitalar do estado de Minas Gerais [13];
  - Hospital Santa Casa da Misericórdia de Belo Horizonte: hospital 100% SUS, sendo o 3º maior prestador de serviços para o sistema no país [14][15][16];
  - Centro de Especialidades Médicas
  - Instituto de Ensino e Pesquisa
  - Hospital Maternidade Sofia Feldman: uma das maiores maternidades do país [17].

Acervo da Biblioteca Central conforme áreas de conhecimento:
| Especificação               | Livros  | Livros     | Periódicos | Periódicos   |        |          |
|                             | Títulos | Exemplares | Nacionais  | Estrangeiros | Vídeos | Cd Rom’s |
| Ciências Exatas e da Terra  | 3.799   | 13.714     | 570        | 96           | 15     | 121      |
| Ciências Biológicas         | 1.685   | 4.385      | 1.110      | 805          | 27     | 48       |
| Engenharias                 | 4.581   | 14.931     | 1.329      | 1.061        | 20     | 53       |
| Ciências da Saúde           | 4.696   | 7.090      | 1.372      | 2.241        | 54     | 54       |
| Ciências Agrárias           | 321     | 1.798      | 453        | 46           | 05     | 05       |
| Ciências Sociais Aplicadas  | 17.319  | 4.570      | 4.747      | 1.094        | 65     | 346      |
| Ciências Humanas            | 15.490  | 51.245     | 4.503      | 2.585        | 26     | 99       |
| Linguística, Letras e Artes | 5.559   | 20.089     | 523        | 163          | 32     | 61       |
| Multidisciplinares          | 2.478   | 13.322     | 15         | 02           | ----   | ----     |
| Total                       | 55.928  | 183.144    | 14.622     | 8.093        | 244    | 787      |

## Linhas de pesquisa
Fonte desta secção:
LINHAS DE PESQUISA DO PROGRAMA DE APOIO, FOMENTO E ACOMPANHAMENTO À PESQUISA DA UNIVERSIDADE DE ITAÚNA – PAFAP
Linhas de pesquisas da Área de Ciências Biológicas e da Saúde
1. Epidemiologia de doenças endêmicas
2. Fisiopatologia, diagnóstico e terapêutica de doenças endêmicas
3. Microbiologia básica e aplicada
4. Meio Ambiente e Saneamento Ambiental
5. Fisiologia do Exercício

Linhas de Pesquisa da Área de Ciências Exatas e Engenharias
1. GESTÃO DE PROCESSOS
a. ENGENHARIA DO PRODUTO

b. ENGENHARIA DO PROCESSO

c. ENGENHARIA DA QUALIDADE

d. ERGONOMIA E ORGANIZAÇÃO DO TRABALHO
2. MATERIAIS DE ENGENHARIA
a. LIGAS FUNDIDAS DE ALTA RESISTÊNCIA

b. INTEGRIDADE ESTRUTURAL
3. SISTEMAS DE ENERGIA

4. NGENHARIA DE SOFTWARE
5 SISTEMAS DE COMPUTAÇÃO
Linhas de Pesquisa da Área de Ciências Humanas e Sociais Aplicadas
1. Curriculo, Produção do Conhecimento e Organização do Trabalho
2. Políticas de Formação Docente e de Profissionalização
3. Direito Processual Coletivo e sua função no plano da efetividade dos Direitos Fundamentais
4. Organizações internacionais e a proteção dos Direitos Humanos e Direito do Meio Ambiente
5. Direito Internacional e Jurisprudência
6. Estados, organizações, indivíduos e a (re)construção da juridicidade no plano internacional
7. Acesso à justiça e direitos fundamentais individuais e coletivos
8. Sistema Único Coletivo e Mecanismos de Saída da Justiça

## Eventos científicos
A Universidade de Itaúna possui tradição na promoção de eventos científicos nas várias áreas acadêmicas, com apoio da Pró-Reitoria de Pós-Graduação, Pesquisa e Extensão.
- Jornada Acadêmica de Medicina
- Jornada Odontológica
- Semana da Medicina: Medicina em Foco
- Seminário de Estudos Médicos
- Projeto Soma
- Semana de Direito
- Semana de Farmácia: Encontro dos estudantes de Farmácia, Semana do Ensino Farmacêutico
- Semana de Ciências Biológicas e Gestão Ambiental: Semana Integrada do Meio Ambiente
- Semana da Nutrição
- Semana da Administração e Gestão Comercial
- Semana da Enfermagem
- Semana da Engenharia e Computação
- Semana da Arquitetura
- Eventos de Ligas Acadêmicas de Medicina e Odontologia